# Pizanozaur
Pizanozaur (Pisanosaurus) – rodzaj archozaura z grupy Dinosauriformes żyjącego w okresie triasu (ok. 227-220 mln lat temu) na terenach dzisiejszej Ameryki Południowej. Jego szczątki znaleziono w Argentynie (w prowincji La Rioja).
Jego dokładna pozycja w obrębie Dinosauriformes jest niepewna; mógł to być jeden z najwcześniejszych dinozaurów ptasiomiednicznych (Ornithischia) lub przedstawiciel rodziny Silesauridae.